# Maddalena Maggi
Maddalena Maggi (Bari, 17 marzo 1974) è un'attrice cinematografica, attrice teatrale e regista teatrale italiana.

## Biografia
Nata e cresciuta a Bari, Maddalena Maggi inizia la sua carriera lavorativa come attrice con Peter Del Monte e Marco Bellocchio, subito dopo essersi diplomata al Centro Sperimentale di Cinematografia, proseguendo nell'interpretazione di ruoli da protagonista con registi come Salvatore Piscicelli, Stefano Incerti, Lucio Pellegrini, Alex Infascelli e François Girard. 
Nel 1996 debutta nel cinema, dove svolge in prevalenza il suo lavoro d'attrice, con il film Compagna di viaggio, regia di Peter Del Monte, a cui fanno seguito, tra gli altri: Il principe di Homburg, regia di Marco Bellocchio (1997), L'ospite, regia di Alessandro Colizzi (1998), E allora mambo!  e Tandem, entrambi diretti da Lucio Pellegrini, Il siero della vanità di  Infascelli (2004), Mi fido di te, regia di Massimo Venier (2007), Seta di Girard.
Nel 2006 i suoi interessi si orientano verso la regia e la musica classica. Trasferitasi a Parigi intraprende una collaborazione formativa come aiuto regista nell'opera lirica. Tornata in Italia, prosegue il suo percorso lavorativo con Gabriele Lavia come aiuto regista.
Nel 2013 entra nell'organizzazione no-profit "EMMA for Peace" (Euro-Mediterranean Music Academy for Peace) in qualità di Project manager. Dal 2014 è tra i curatori, per il Festival dei Due Mondi di Spoleto, de Gli incontri di Paolo Mieli. Nel 2016 firma la regia di Histoire du soldat di Igor' Stravinskij, con Iaia Forte e l'Orchestra di Piazza Vittorio, produzione della Fondazione Teatro della Toscana, e di Volario, di cui cura sia la regia che la drammaturgia, che debutta al 59º Festival di Spoleto.

## Filmografia

### Cinema
- Compagna di viaggio, regia di Peter Del Monte (1996)
- Il principe di Homburg, regia di Marco Bellocchio (1997)
- L'ospite, regia di Alessandro Colizzi (1998)
- E allora mambo!, regia di Lucio Pellegrini (2000)
- Tandem, regia di Lucio Pellegrini (2000)
- Quartetto, regia di Salvatore Piscicelli (2001)
- Appuntamento al buio, regia di Herbert Simone Paragnani - Cortometraggio (2002)
- Eccomi qua, regia di Giacomo Ciarrapico (2002)
- La vita come viene, regia di Stefano Incerti (2003)
- L'inquilino di via Nikoladze, regia di Massimo Guglielmi (2003)
- Il siero della vanità, regia di Alex Infascelli (2004)
- La vita è breve ma la giornata è lunghissima, regia di Lucio Pellegrini e Gianni Zanasi (2004)
- Mi fido di te, regia di Massimo Venier (2007)
- Seta, regia di François Girard (2007)
- Mala tempora, regia di Stefano Amadio (2008)

### Televisione
- Miriam, regia di Vittorio Nevano – serie TV (1997)
- Lui e lei, regia di Luciano Manuzzi – serie TV (1998)
- Una donna per amico, regia di Rossella Izzo – serie TV, 2x05 (2000)
- Con gli occhi dell'assassino, regia di Corrado Colombo – film TV (2001)
- Cuore contro cuore, regia di Riccardo Mosca – serie TV (2004)
- Il giudice Mastrangelo, regia di Enrico Oldoini – serie TV, episodio Fiori d'arance amare (2005)
- La squadra 8 – serie TV (2007)
- Fratelli detective – serie TV, episodio Rapina a mano armata (2011)
- Romanzo siciliano, regia di Lucio Pellegrini – miniserie TV , episodio 2 (2016)
- Le indagini di Lolita Lobosco, regia di Luca Miniero – serie TV, episodio 1x04 (2021)

## Teatro

### Regista
- Histoire du soldat, di Igor' Stravinskij, Spoleto (2016)
- Volario. Letture tra affabulazione e canto, drammaturgia di Maddalena Maggi, Spoleto (2016)